# بيل بوند
بيل بوند هو سياسي أسترالي، ولد في 3 أكتوبر 1934 في Ulverstone, Tasmania ‏ في أستراليا. انتخب عضو مجلس نواب تسمانيا ‏.